# Шостка
Шо́стка (укр. Шостка) — город в Сумской области Украины, административный центр Шосткинского района и Шосткинской городской общины. До 2020 года был городом областного значения и составлял Шосткинский городской совет.

## Этимология
Местный историк С. И. Грива выдвигает версию о том, что когда-то по двум сторонам реки росло множество ландышей, называвшихся в народе «шестка», и именно название этого цветка дало название реке, а река — городу.

## Физико-географическая характеристика

### География
Город Шостка находится на берегу одноименной реки, притока реки Десны, выше по течению на расстоянии в 1 км расположено село Гамалиевка. На реке несколько запруд. К городу примыкает лесной массив (сосна, дуб). Через город проходят автомобильные дороги Т-1908, Т-1912, Т-2502, Р-65 и железная дорога (станция Шостка).

### Климат
Зимний период довольно прохладный. Летний – теплый, умеренно жаркий. Несмотря на то, что этот город является наиболее северным районным центром области, особыми климатическими факторами от близлежащих населенных пунктов он не отличается.
Летом погода удобна, обычно облачно. Зимы в городе морозные, ветреные, пасмурные и очень снеговые. Летняя погода в Шостке на 14 дней может радовать жителей и гостей города облачным небом.
Температурные показатели воздуха в городе за год колеблются от -10 до 25 °С. В редких случаях температура может опуститься ниже -21 °С и подняться выше 30 °С.
Самый теплый период года длится с мая по сентябрь. Максимальная средняя температура превышает 19 °С. Самый жаркий месяц – июль. Температурные характеристики в июле находятся в спектре от 15 до 24 °С.
Самый холодный период длится около 4 месяцев. Начинается он в конце ноября и заканчивается в начале марта. Минимальная температура в течение суток опускается ниже 2 °С. Самый холодный месяц – январь. Температурные характеристики колеблются от -10 до -3 °С.
В среднем за год в Шостке выпадает 605 мм осадков.
Показатели влажности в городе меняется в течение года. Метеорологи зафиксировали следующие данные:
самый влажный сезон – с начала мая до начала августа;
самый сухой сезон – с начала августа до начала мая.
Чаще в Шостке идет дождь. Ожидать ливней можно в течение девяти с половиной месяцев. С начала декабря по конец февраля чаще всего идет снег. Месяц с максимальным зафиксированным количеством снеговых дней — январь.
Продолжительность светового дня в городе переменная. Она зависит прежде всего от времени года и дня месяца. Обычно кратчайший световой день бывает в декабре. В настоящее время светлый период составляет 7 часов 46 минут. Длительный световой день фиксируется в июне и составляет 16 часов 43 минуты.
На смену ветру в Шостке влияет не только время года, но и месяц. Больше ветреных дней бывает в период с середины октября до середины апреля. Скорость движения воздушных масс составляет примерно 15,9 км/ч.
Самое спокойное и безветренное время года — с середины апреля до середины октября. Тихий месяц года — июль. Средняя скорость ветра составляет 13 км/ч. Погода в Шостке на 10 дней летом, вероятнее всего, будет облачной, умеренно жаркой и безветренной.

## Население
В январе 1989 года численность населения составляла 92 882 человек, в 1991 году — 95,2 тыс. человек.
По состоянию на 1 января 2021 года численность населения составляла 73 197 человек.
По состоянию на 15 июня 2025 года 60% населения города эвакуировано. 
По данным переписи 2001 года украинцы составляли 86,74 % населения города, русские — 9,19 %.

### Языковой состав
Родной язык населения по данным переписи 2001 года:
| Язык       | Численность, чел. | Доля     |
| ---------- | ----------------- | -------- |
| Украинский | 53 023            | 60,81 %  |
| Русский    | 31 168            | 35,74 %  |
| Другое     | 3 009             | 3,45 %   |
| Итого      | 87 200            | 100,00 % |

Украинский язык является единственным официальным и основным языком города.
Вторжение России на Украину спровоцировало новую волну украинизации в городе, всё больше людей предпочитают говорить на украинском языке.
По данным Государственной службы статистики Украины в 2023/24 учебном году все 91 513 учащихся в учреждениях общего среднего образования в Сумской области обучались в украиноязычных классах.

## История
В XVII веке в здешних лесах начали селиться беженцы с Правобережья. Поселение Шостка известно с 1670-х годов, когда локотский казак Воронежской сотни Степан Бугай построил близ села несколько мельниц на реке Шостке (одного из притоков Десны). Самую первую мельницу Бугай построил в 1676 году. По универсалу гетмана Ивана Самойловича «Стецькови Бугаєнкови, жителеви села Локотки, позволил на ріке Шустце, за тем селом гоней три (за 300-400 метров от села) в місті непенном… греблю висипати… млин збудувати». Село тогда насчитывало 20-30 казацких хат по обоим берегам речки Локотки.
В 1739 году, когда по указу Сената, одна из мельниц Степана Бугая на левом берегу реки Шостки, была передана для «устройства порохового завода» (предположительно, в 1730-е годы). Вместе с заводом возник посад размером в квадратную версту, с четырьмя заставами. Жили и работали здесь мастеровые, солдаты, крестьяне окрестных сёл. В 1764 году завод был временно закрыт, но возобновил работу в 1771 году — в связи с нуждами русско-турецкой войны. В 1775 году рабочие завода, так называемый «рабочий люд», составляли уже более 200 человек. Потребность в порохе возрастала с каждым годом, и производство его постоянно увеличивалось, особенно во время русско-турецких войн, а затем и во время Отечественной войны 1812 года.
Во время Крымской войны 1853—1856 годов объём производства порохового завода увеличился в 6 раз, а количество жителей посада достигло почти 4 тысяч.
Село Шостка было в составе Воронежской волости Глуховского уезда Черниговской губернии. В селе была Введенская церковь. Священнослужители Введенской церкви:
- 1781 — священник Яким Никитич Козловский;
- 1881 — наблюдающий священник Викарион Григоровский;
- 1888—1898 — священник Тимофей Лесунов.

В 1848 году был построен капсульный завод (ныне — «Импульс»).
Во второй половине XIX века завод был реконструирован.
В 1893 году через Шостку была проложена железнодорожная линия Хутор Михайловский — Конотоп, открытие железнодорожной станции способствовало экономическому развитию поселения.
По данным ЭСБЕ, в начале XX века Шостка имела 4500 жителей, в ней находились казённый пороховой завод, ярмарка, базары и станция железной дороги.
В январе 1918 года в городе была установлена Советская власть. В апреле 1918 года Шостка вошла в состав Украинской Державы гетмана П. П. Скоропадского. 
7 ноября 1920 года в Шостке началось издание местной газеты.
После образования в 1923 году Шосткинского района Шостка стала районным центром.
В 1924 году Шостка получила статус города.
В ходе индустриализации в Шостке были построены новые предприятия. В 1929—1931 гг. была построена и в октябре 1931 года введена в эксплуатацию фабрика по производству киноплёнки № 3 (в то время — крупнейшая в СССР).
В 1932 году население Шостки составляло 13389 человек, здесь действовали фабрика по производству киноплёнки, лесопильный завод и станция Западной железной дороги.
К 1940 году Шостка превратилась в центр химической промышленности.
Шосткинцы сражались с гитлеровскими захватчиками на фронтах Великой Отечественной войны, в партизанских отрядах. Около 4 тысяч из них награждены медалями и орденами, пятеро стали Героями Советского Союза. Учащийся Шосткинского химико-технологического техникума (за полгода до завершения срока обучения, в январе 1940 года, получил вызов в военное училище) маршал авиации И. Н. Кожедуб был трижды удостоен этого высокого звания.
В августе 1941 года на восточном берегу Десны в районе Шостки занимала оборону 293-я стрелковая дивизия РККА, в самом городе находился штаб 40-й армии Юго-Западного фронта. 15 августа 1941 в Шостке начал работу штаб обороны города, началось создание подразделений народного ополчения из местных жителей.
27 августа 1941 года город был оккупирован наступавшими немецкими войсками. С начала 1943 года в городе действовал подпольный райком комсомола.
3 сентября 1943 года воины 6-й гвардейской стрелковой дивизии под командованием генерал-майора Д. П. Онуприенко освободили Шостку от немецко-фашистских захватчиков.
27 апреля 1944 года в Шостке началось развёртывание подразделений 85-й дивизии ПВО для обороны Шостки от авианалётов люфтваффе, остававшихся до 25 октября 1944 года, после чего началось перемещение подразделений 85-й дивизии ПВО на запад.
В 1956 году была введена в эксплуатацию первая очередь Шосткинской ТЭЦ.
По состоянию на 1957 год в городе действовали фабрика киноплёнки, завод химических реактивов, хлебозавод, мясокомбинат, 7 средних школ, одна семилетняя школа, две школы рабочей молодёжи, музыкальная школа, техническое училище, химико-технологический техникум, три Дома культуры, кинотеатр, 23 библиотеки и 2 стадиона.
В мае 1965 года на базе производства электроизоляционных материалов завода «Звезда» был создан филиал Всесоюзного электротехнического института.
В 1977 году население Шостки составляло 64 тысяч человек, здесь действовали производственное объединение «Свема», завод химических реактивов, завод железобетонных конструкций, мясокомбинат, маслодельный завод, пивоваренный завод, мебельная фабрика и 2 музея (краеведческий музей и музей боевой славы).
В 1978 году был введён в эксплуатацию хлебокомбинат.
В 1985 году население Шостки составляло 85 тыс. человек, здесь действовали ПО «Свема», молочный комбинат, хлебокомбинат, мясной комбинат, завод химических реактивов, завод железобетонных конструкций, пивоваренный завод, мебельная фабрика, комбинат бытового обслуживания, филиал Всесоюзного научно-исследовательского и проектного института химико-фотографической промышленности, отделение Всесоюзного научно-исследовательского института электроизоляционных материалов и фольгированных диэлектриков, химико-технологический техникум, 4 профессионально-технических училища, 17 общеобразовательных школ, 3 музыкальные школы, 3 спортивные школы, 2 больницы, 5 поликлиник, детский санаторий, Дворец культуры, 2 Дома культуры, клуб, 3 кинотеатра, 4 библиотеки и 2 музея (краеведческий музей и музей ПО «Свема»).

## Промышленность
В советское время являлся важным центром химической промышленности (выпуск кино и фотоплёнки, авиационных реагентов), но с распадом Советского Союза данная деятельность прекратилась: завод по производству авиационных реактивов «Химреактив» пришёл в запустение, а помещения завода по производству плёнки «Свема» стали использоваться в качестве складских помещений, также закрылся пивзавод.
Предприятия пищевой (хлебозавод, молокозавод, мясокомбинат), военной («Импульс», «Звезда») и деревообрабатывающей промышленности. Предприятие «Импульс», специализирующееся на изготовлении боеприпасов, входит в число стратегически важных объектов Министерства обороны Украины. На данный момент занимается утилизацией боеприпасов. Казённое предприятие Шосткинский завод «Звезда» — это единственный завод на Украине по производству танковых выстрелов, боеприпасов для артиллерии, пироксилиновых порохов для разных систем вооружения, а также коллоксилинов для изготовления баллиститов и ракетного топлива. Также КП ШКЗ «Звезда» входит в перечень стратегически важных предприятий Украины.
- Шосткинский казённый завод «Импульс»
- Шосткинский казённый завод «Звезда»
- ПАО «ШЗХР»
- Государственный НИИ химических продуктов
- Научно-исследовательский институт электроизоляционных материалов и фольгированных диэлектриков (АП НИИЭИМ)
- ЗАО «Шосткинская ТЭЦ»
- ПАО «Бель Шостка Украина»
- ООО «НПП технология»
- ПАО «Шосткинский хлебокомбинат»
- ООО «Сельхозхимия»
- ООО «Катунь»
- ООО «Тенты-Шостка»
- ОАО «Шосткинский лесхоз»
- ООО «Шосткинский Агролес»
- ООО «Агросоюз Шостка»
- ОАО «АК „Свема“»
- ООО «Прогноз»
- КП «Шостка Горсвет»
- ООО «Полихим»
- ООО «ФАРМХИМ»

## Объекты социальной сферы
- 15 общеобразовательных школ[26]
- Химико-технологический колледж имени Ивана Кожедуба[26]
- Медицинское училище[26]
- 4 профессионально-технических училища[26]
- Шосткинский институт Сумского государственного университета[26]
- 2 Дворца культуры[26]
- Дом культуры[26]
- Центр эстетического воспитания Шосткинского городского совета
- Дворец спорта[26]
- Центр досуга[26]
- Школа искусств[26]
- Музыкальные школы[26]
- Центральная районная больница, детская поликлиника, больница, стоматологическая поликлиника и наркодиспансер[26]
- Шосткинский краеведческий музей[27]
- Музей Героя Советского Союза Кожедуба И. Н.[28]
- Музей имени П. А. Кулиша[29]
- 3 стадиона («Свема» «Звезда» «Пионер»)
- Спорткомплекс «ДЮСШ»

## Транспорт
В Шостке перевозки осуществляются 27 маршрутами маршрутных такси. Также в городе есть железнодорожный вокзал, который находится на ветви Терещенская — Семёновка. Имеется в наличии также автовокзал.

## Связь
Услуги Интернет в Шостке предоставляют:
- по технологии (FTTB):
  - Юасити
  - Киевстар
- по технологии (ADSL):
  - Укртелеком
- по технологии (3G):
  - Интертелеком
  - Vodafone
  - LifeCell

## Спорт
В советское время в Шостке были футбольные, баскетбольные, хоккейные команды, но после распада СССР заводы, которые финансировали команды, «встали», и многие команды были распущены. Тем не менее, сейчас в Шостке функционируют: любительская футбольная команда (ФК «Шостка»), мини-футбольная («Импульс Шостка»), баскетбольная команда («Импульс Шостка»), хоккейная команда (ХК «Шостка»).
С 9 мая 2013 года в городе действует детская футбольная школа «Барса» на территории ДЮСШ.

## СМИ
В Шостке транслируются: частные каналы «Телеком-Сервис» (ретранслятор «Нового канала») и «Акцент» (ретранслятор Прямого канала). Также публикуются газетные издания: коммунальная «Полесье», частные: «Перекрёсток», «Шанс», «Импульс-информ».
Интернет-издания:
- Первая Шосткинская интернет-газета,
- «Портал нашего города»,
- независимый информационный портал.

Радио Шостки:
- 67,49 — Радио Проминь
- 91.2 — Хит ФМ Украина
- 101.9 — Радио Эра
- 102.5 — Авторадио Украина
- 105.3 — Ретро ФМ Украина
- 107.2 — Перец ФМ
- 107.8 — НРКУ-1/Сумская ОГТРК

## Культура
Культурная сфера Шостки представлена Дворцом культуры, двумя Домами культуры, несколькими музеями, 8 библиотеками и их филиалами.
Шосткинские музеи:
- Шосткинский краеведческий музей;
- Народный этнографический музей при ВПУ-19;
- Музей завода «Импульс»;
- Музей завода «Звезда».

В городе работает современная рок-группа «Монолит».

## Достопримечательности
- Церковь Рождества Христова[30]
- Церковь св. Владимира[30]
- Братская могила советских воинов[30]

## Города-побратимы
- Оряхово, Болгария[31]
- Свидник, Польша[32]
- Франкфурт-на-Одере, Германия[33]